# Green Chemistry Letters and Reviews
Green Chemistry Letters and Reviews est une revue scientifique à comité de lecture. Ce trimestriel publie des articles de recherches originales et des "reviews" dans le domaine de la chimie verte.